# سيرجيو جاراميلو
سيرجيو جاراميلو (بالإنجليزية: Sergio Jaramillo)‏ ولد بتاريخ 22 يونيو 1958 في ميديلين، هو دراج كولومبي سابق.

## روابط خارجية
- سيرجيو جاراميلو على موقع أرشيف الدراجات (الإنجليزية)
- سيرجيو جاراميلو على موقع إحصائيات الدراجات الإحترافية (الإنجليزية)